# Datació per empremtes de fissió
La datació per empremtes de fissió és un mètode que es basa en el funcionament d'un rellotge radioactiu. Aquest mètode, consisteix en la fissió nuclear d'un isòtop d'urani (238U) en els vidres manufacturats i en les inclusions minerals de la ceràmica. La datació per empremtes de fissió proporciona dates a partir de roques que continguin o estiguin a prop de restes arqueològiques.

## Base del mètode
L'urani 238U es desintegra de manera natural fins a convertir-se en un isòtop estable de plom, on fins i tot poder dividir-se en dues meitats. Aquestes meitats es mouen, independentment, a gran velocitat, aturant-se només quan causa danys importants a les estructures que passen per la seva trajectòria. Aquests d'anys s'anomenen empremtes de fissió.
Les empremtes es numeren amb un microscopi òptic. La quantitat d'urani és mesura mitjançant la comprovació d'un segon grup d'empremtes creades per la fissió, però provocada artificialment. Coneixen el ritme de fissió s'obté una data en acarar el nombre d'empremtes produïdes espontàniament amb la quantitat d'urani 238U de la mostra.

## Aplicacions i límits
No solament aquest mètode proporciona dates útils a partir de roques que continguin o estén pròximes a restes arqueològics, sinó que també és el mètode més útil per als jaciments paleolítics més antics, especialment per allà on no es pot aplicar el mètode del potassi-argó, no obstant això, proporcionen una confirmació independent dels resultats del mètode del potassi-argó.
La tècnica del mètode d'empremtes de fissió és més fàcil d'aplicar en materials d'origen natural, però també pot aplicar-se en els elements continguts en altres formacions rocoses. El mètode s'aplica a mostres geològiques que superin els 300.000 anys d'antiguitat, ja que en èpoques més recents aquest mètode és massa lent per a ser rendible.